# Blepharidopterus
Blepharidopterus is een geslacht van wantsen uit de familie blindwantsen. Het geslacht werd voor het eerst wetenschappelijk beschreven door Friedrich Kolenati in 1896.

## Soorten
Het genus bevat de volgende soorten:

- Blepharidopterus angulatus (Fallén, 1807)
- Blepharidopterus chlorionis (Say, 1832)
- Blepharidopterus diaphanus (Kirschbaum, 1856)
- Blepharidopterus dubius Wagner, 1954
- Blepharidopterus mesasiaticus Josifov, 1993
- Blepharidopterus provancheri (Burque, 1887)
- Blepharidopterus riegeri (Heckmann, 2000)
- Blepharidopterus striatus Yasunaga, 1999
- Blepharidopterus ulmicola Kerzhner, 1977
- Blepharidopterus victoris Drapolyuk, 1981